# 武汉美术馆
武汉美术馆是一家公立美术馆，位于湖北省武汉市中山大道保华街2号。美术馆是在武汉市优秀历史建筑——原汉口金城银行建筑群基础上改建，整体为中庭环廊式格局，呈三角形布局。该馆目前共有7个展厅，总建筑面积12139平方米，其中展厅面积约2600平方米，展线总长度超过1100米。现任馆长樊枫为武汉画院专业画家，国家一级美术师。

## 历史
1968年，武汉展览馆的一个仓库被用作美术馆，武汉军区的文化干事王万喜策划了雕塑《收租院》的展出。1986年5月，武汉市副市长高顺龄主持会议决定在武展东侧的一座四合院建筑里修建美术馆，王万喜任首任馆长。当时的美术馆只有3个展厅和简陋的灯光设施。首次展出的是由上海带来的国际摄影展和一些武汉画家的作品。1986年12月16日正式开馆，展览持续办了18天。1987年举办了为期三个月的“湖北省党性党风党纪教育展”，李先念致电祝贺展览成功，武汉美术馆从此有了16个人事编制。1986年到1993年，武汉美术馆举办了全国第十届版画展、朵云轩藏品展、第六届国际摄影展、晴川画会展等一系列有影响的展览。1993年初因拆迁而停止了展览活动，迁至武汉科技馆。之后安置在武汉市文联大楼，举办过一些小规模展览。
2004年11月，副市长刘顺妮等主持会议讨论选定新馆地址，最终选定在保华街2号，武汉城市规划设计院、武汉市建筑设计院承担了设计工作，2005年11月7日正式开工。2008年12月26日，新馆正式开馆，推出了“互动——中国当代油画邀请展”、“北京画院藏齐白石作品特展”、“模式——旅法艺术家王度特展”等大型展览。

## 设施
现今美术馆北面的三角形场地被划分为两个三角形建筑实体及一个菱形广场。两个三角形即像两扇开启的大门，又像一双张开的手臂，象征着艺术的殿堂永远欢迎热爱艺术的人。金城银行和3栋住宅楼间的三角形院落被改作美术馆中庭。中庭的顶部加装了可开合的顶棚，白天可打开引入自然光线，同时也有可辅助的照明设备。美术馆在原金城里的北侧增建了现代风格的北出口。美术馆的改建对原建筑内部结构进行了大规模拆除和改造，曾遭到市民和专家的质疑。 
该馆建筑面积12139平方米，整体为中庭环廊式格局，充分的利用自然光源，将原有建筑与现代风格进行有机结合。馆内有展览陈列区、藏品库区、技术与行政办公区、中庭活动区、出租画廊、观众服务休息区等。7个展厅是美术馆的主要部分，面积约2600平方米，展线总长度超过1100米，主要展出平面绘画、书法作品。其中3号展厅高达8.4米。所有展厅不设置展柜或嵌入式玻璃展墙，采用滑轨式活动展板、展墙，并配有多种自动化监控设备控制温度湿度。改造时展厅原有的侧窗均被封死，馆内的光源全部为电脑调节光源的灯具。馆内还设有培训室、修复室、图书室等设施。

## 图集

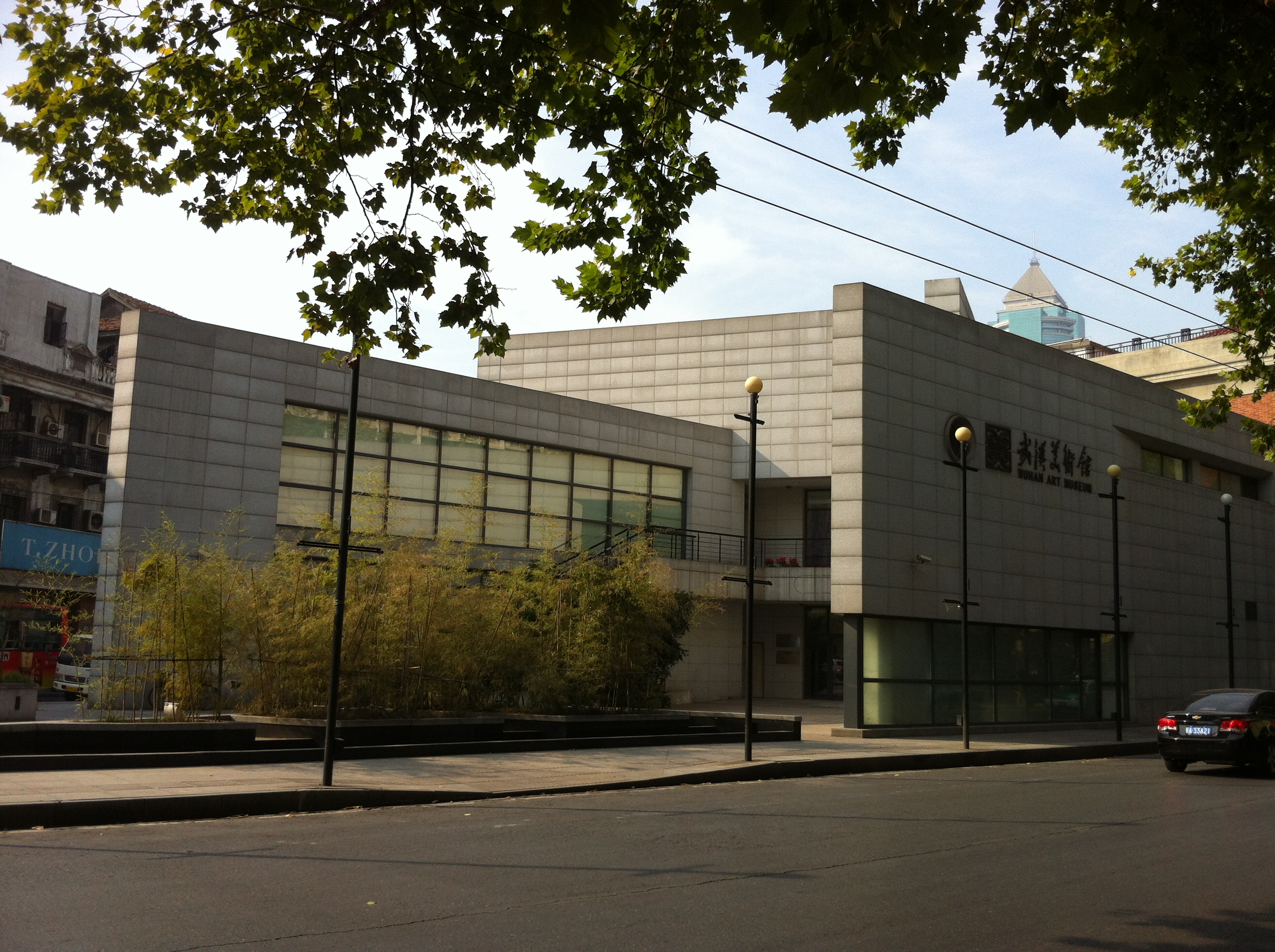
武汉美术馆保华路一侧，美术馆北出口，为增建建筑。
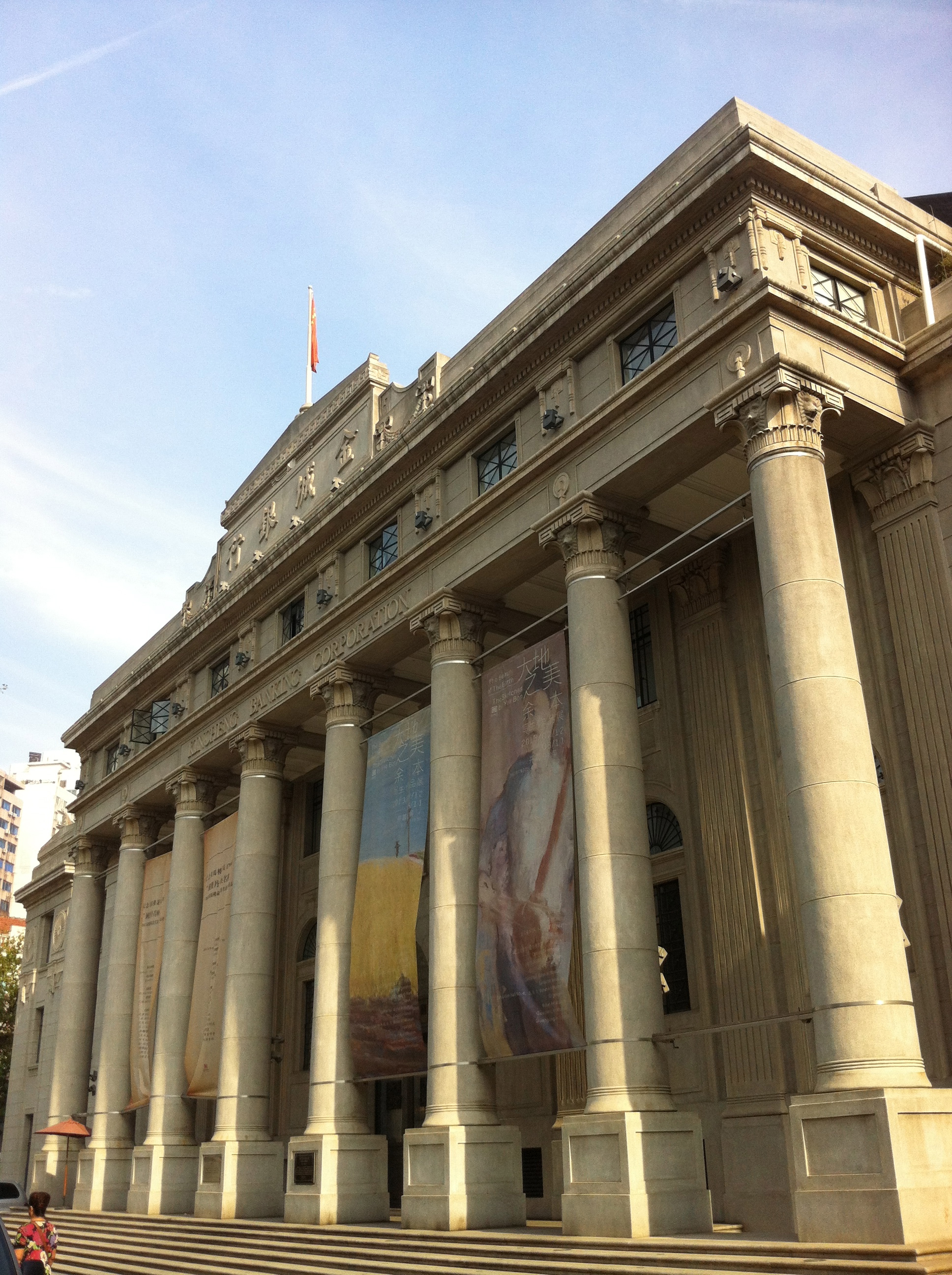
武汉美术馆正门，原金城银行
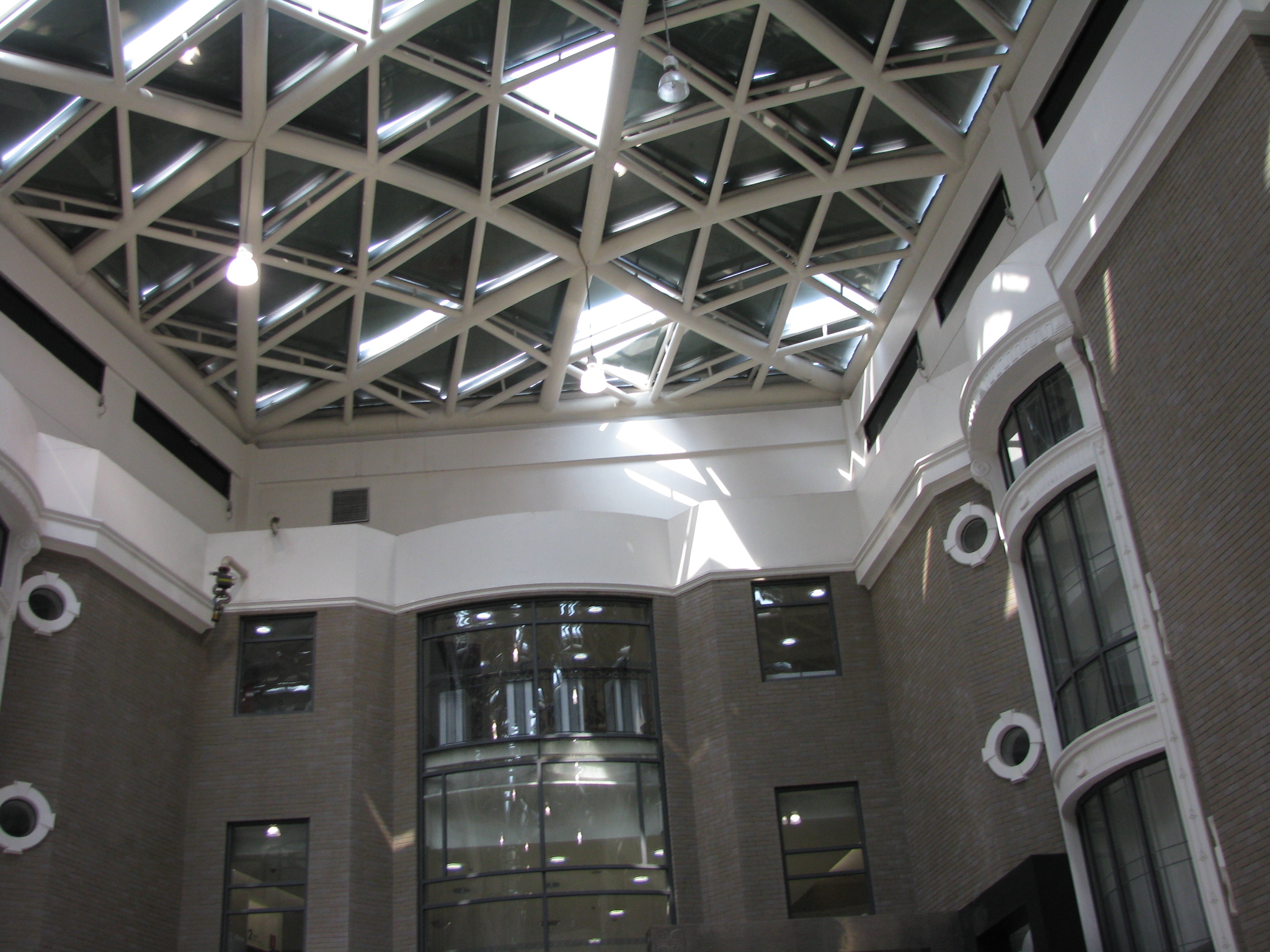
武汉美术馆中庭
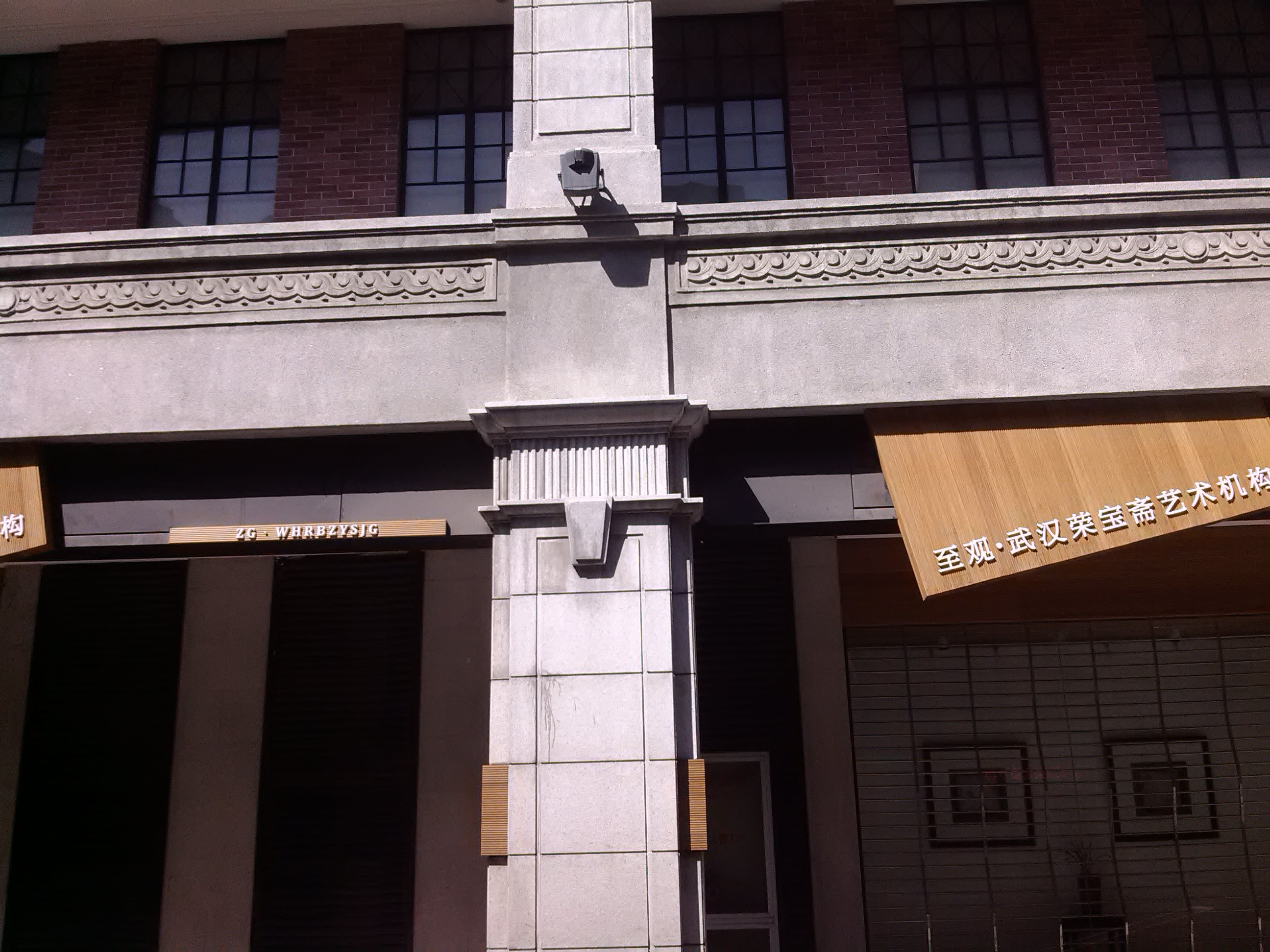
原金城里
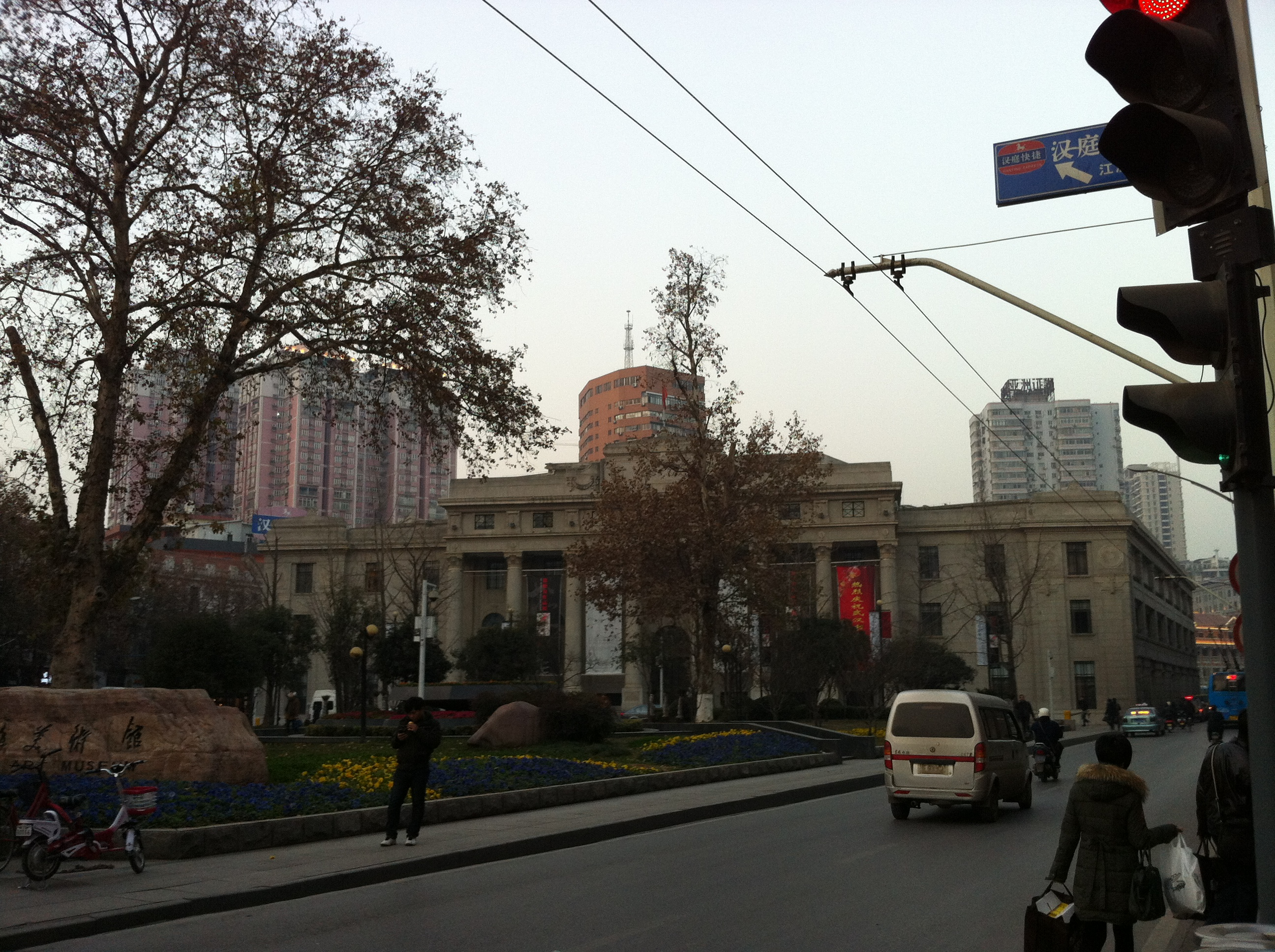
美术馆南广场